# Qiulu, Fujian
Qiulu (kinesiska: 萩芦) är en köping i sydöstra Kina. Den ligger i stadsdistriktet Hanjiang i staden Putian i provinsen Fujian, omkring 65 kilometer söder om provinshuvudstaden Fuzhou. Antalet invånare är 20 797. Befolkningen består av 10 644 kvinnor och 10 153 män. Barn under 15 år utgör 16,0 %, vuxna 15-64 år 71 %, och äldre över 65 år 12,0 %.